# چال اسمعیل کول چنگر
چال اسمعیل کول چنگر یک روستا در ایران است که در دهستان ماهرو واقع شده‌است.